# Cross-country individuel aux Jeux olympiques de 1920
Pour un article plus général, voir Athlétisme aux Jeux olympiques de 1920.
Navigation
Stockholm 1912 Paris 1924
L'épreuve du cross-country individuel aux Jeux olympiques de 1920 se déroule le 23 août 1920 au Stade olympique d'Anvers, en Belgique. Elle est remportée par le Finlandais Paavo Nurmi.

## Résultats
La course a une longueur d'environ huit kilomètres.
| Rang | Athlète                           | Temps   |
| ---- | --------------------------------- | ------- |
| 1    | Paavo Nurmi (FIN)                 | 27:15.0 |
| 2    | Eric Backman (SWE)                | 27:17.6 |
| 3    | Heikki Liimatainen (FIN)          | 27:37.0 |
| 4    | James Wilson (GBR)                | 27:45.2 |
| 5    | Frank Hegarty (GBR)               | 27:57.0 |
| 6    | Teodor Koskenniemi (FIN)          | 27:57.2 |
| 7    | Julien Van Campenhout (en) (BEL)  | 28:00.0 |
| 8    | Gaston Heuet (FRA)                | 28:10.0 |
| 9    | Patrick Flynn (USA)               | 28:12.0 |
| 10   | Gustaf Mattsson (SWE)             | 28:16.0 |
| 11   | Hilding Ekman (SWE)               | 28:17.0 |
| 12   | Alfred Nichols (GBR)              | 28:20.0 |
| 13   | Verner Magnusson (SWE)            |         |
| 14   | Ilmari Vesamaa (FIN)              |         |
| 15   | Fred Faller (en) (USA)            |         |
| 16   | Max Bohland (en) (USA)            |         |
| 17   | Gustave Lauvaux (FRA)             |         |
| 18   | Eino Rastas (FIN)                 |         |
| 19   | Christopher Vose (GBR)            |         |
| 20   | Albert Andersen (en) (DEN)        |         |
| 21   | Joseph Servella (en) (FRA)        |         |
| 22   | Wally Freeman (GBR)               |         |
| 23   | Hannes Miettinen (FIN)            |         |
| 24   | Lars Hedwall (SWE)                |         |
| 25   | Julio Domínguez (en) (ESP)        |         |
| 26   | Larry Cummins (GBR)               |         |
| 27   | Henrik Sørensen (en) (DEN)        |         |
| 28   | Jón Jónsen (en) (DEN)             |         |
| 29   | Tommy Town (en) (CAN)             |         |
| 30   | Knut Alm (SWE)                    |         |
| 31   | Edmond Brossard (FRA)             |         |
| 32   | Edmond Bimont (en) (FRA)          |         |
| 33   | Henri Smets (en) (BEL)            |         |
| 34   | Lewis Watson (en) (USA)           |         |
| 35   | Julius Ebert (en) (DEN)           |         |
| 36   | Aimé Proot (en) (BEL)             |         |
| 37   | François Vyncke (en) (BEL)        |         |
| 38   | Alexandros Kranis (en) (GRE)      |         |
| 39   | Panagiotis Trivoulidas (en) (GRE) |         |
| 40   | Bob Crawford (en) (USA)           |         |
| 41   | Pierre Trullemans (en) (BEL)      |         |
| 42   | Antoine Rivez (en) (BEL)          |         |
| —    | Even Vengshoel (en) (NOR)         | DNF     |
| —    | Joseph Guillemot (FRA)            | DNF     |
| —    | Artur Nielsen (en) (DEN)          | DNF     |
| —    | Len Richardson (de) (RSA)         | DNF     |
| —    | Amisoli Patasoni (en) (USA)       | DNF     |